# Culture dans le Gard
Le Gard est un département de culture occitane et provençale. La langue historiquement parlée dans la majeure partie du département est le provençal, un des dialectes de l'occitan. La limite linguistique avec le languedocien se trouve sur le Vidourle, à l'ouest du département. Les Cévennes sont comprises dans l'aire du languedocien.

## Patrimoine

### Musées départementaux
- Musée d'Art sacré du Gard, Pont-Saint-Esprit
- Musée Albert-André, Bagnols-sur-Cèze
- Musée Léon-Alègre, Bagnols-sur-Cèze
- Musée Pierre-de-Luxembourg, Villeneuve-lès-Avignon

### Archives
- Archives départementales du Gard, Nîmes

### Bibliothèques
- Carré d'art, Nîmes

## Création et arts vivants

### Théâtres
- Le Périscope, Nîmes

### Salles de spectacles
- Paloma, Nîmes
- Vergèze Espace, Vergèze

## Cinéma

### Salles de cinéma
- Marcel-Pagnol, Aigues-Mortes
- CinéPlanet, Alès
- Cinéma Casino, Bagnols-sur-Cèze
- Le Rex, Beaucaire
- Cinéma Gérard-Philipe, Laudun-l'Ardoise
- Le Vog, Le Grau-du-Roi
- Le Palace, Le Vigan
- Cinéma Forum, Nîmes
- Multiplexe Kinépolis, Nîmes
- Le Sémaphore, Nîmes
- Ciné 102, Pont-Saint-Esprit
- Le Venise, Sommières
- Le Capitole, Uzès
- Cinéma Pathé, Villeneuve-lès-Avignon